# Caryatis phileta
Caryatis phileta is een vlinder uit de familie spinneruilen (Erebidae), onderfamilie beervlinders (Arctiinae). De wetenschappelijke naam van de soort is voor het eerst geldig gepubliceerd in 1782 door Drury.
Deze nachtvlinder komt voor in tropisch Afrika.